# Crédit agricole du Morbihan
Le Crédit agricole du Morbihan, officiellement Caisse régionale de crédit agricole mutuel du Morbihan, est l'une des 39 caisses régionales du groupe Crédit agricole. Il est implanté sur le département du Morbihan.

## Historique
Le 22 février 2007, les Caisses régionales bretonnes (Cotes d'Armor, Finistère, Ille-et-Vilaine et Morbihan) ont conclu un pacte de coopération. Ce pacte vise notamment à mutualiser les compétences dans certains domaines (affaires internationales, banque d'affaires, filière immobilière…) tout en consacrant l'indépendance de chaque Caisse régionale.

## Métiers
Le Crédit agricole du Morbihan est une banque de plein exercice, il définit ainsi sa stratégie et notamment sa politique de crédit en toute indépendance.

## Organisation et gouvernance de la Caisse régionale

### Caisses locales
Le Crédit agricole du Morbihan regroupe 39 Caisses locales. Structures locales dédiées à la représentation des sociétaires, elles forment le socle du fonctionnement coopératif du Crédit agricole.

## Données financières
La Caisse régionale a ouvert son capital à travers des Certificats Coopératifs d'Investissement, titres cotés en bourse (code ISIN : FR0000045551 - code mnémonique : CMO).
| Année                        | 2007 | 2010  |
| ---------------------------- | ---- | ----- |
| Produit net bancaire         | 225  | 234.2 |
| Résultat brut d'exploitation | 100  | 106.8 |
| Résultat net                 | 58   | 58.8  |